# Эрнст, Макс
Макс Эрнст (нем. Max Ernst; 2 апреля 1891, Брюль, Германская империя — 1 апреля 1976, Париж) — немецкий и французский художник, значимая фигура в мировом авангарде XX века.

## Биография

### Ранние годы
Родился в католической семье. Отец — Филипп-Эрнст, был учителем в школе для глухонемых детей и художником-любителем. Мать — Луиза Эрнст, урожд. Копп. В семье было девять детей. Макс был третьим ребенком. У него был брат Карл и сёстры Эмили, Луиза, Элизабет и Аполлония. Пятая сестра, Мария, умерла в возрасте шести лет.
Макс Эрнст рано начал рисовать, получив первые уроки от отца. С самого детства он был очень впечатлительным и обладал богатым воображением. Одним из его первых воспоминаний был поход в лес с отцом. Мальчик был поражён великолепием природы: «[…] большое наслаждение дышать полной грудью среди большого пространства и одновременно тревожное чувство быть пойманным в клетку из деревьев вокруг». В детстве он проводил много времени на природе и впоследствии часто возвращался в своих работах к теме леса и флоры. В 1906 году, в ночь, когда родилась младшая сестра Эрнста, Аполлония, умер его любимый попугай. Единовременность этих двух событий поразила подростка, он был уверен, что родившийся ребёнок забрал у птицы жизненную искру. Это событие оставило большой отпечаток на творчестве художника, он неоднократно изображал людей в виде птиц.
В 1897—1908 он посещал начальную школу и лицей в родном Брюле. Большое влияние оказала на него книга немецкого философа Макса Штирнера «Единственный и его собственность», прочитанная им в последний год учёбы в лицее. Она заставила его среди прочего задуматься о буржуазных принципах обучения. В 1909 поступил на факультет философии в Боннский университет в угоду родителям, которые прочили ему карьеру преподавателя. Специализируясь в психологии, он посещал уроки при психиатрическом госпитале Бонна. Он уделял большое внимание картинам и скульптурам резидентов госпиталя и даже хотел написать книгу об искусстве душевнобольных.
В годы учёбы в Бонне Эрнст присоединился к группе «Молодой Рейнланд», состоявшей из художников, писателей и поэтов. Он дружил с поэтом Иоганном Кулеманном, художниками Августом Макке, Паулем Адольфом Зеехаусом, Генрихом Кампендонком, психологом Карлом Оттеном. В своих биографических заметках Макс Эрнст так писал о своих университетских годах: «Подросток с жаждой знаний избегает любого типа знаний, которые могут привести к заработку. Напротив, он предаётся занятиям, расцениваемым его профессорами пустыми, из которых самое важное — живопись». В свободное от занятий время он много рисовал: портреты, пейзажи, карикатуры. Однако вскоре он почувствовал недостаток теоретических знаний и стал посещать университетские лекции по искусству. Он обогащал посещением музеев и выставок самостоятельное обучение. Эрнст окончательно утвердился в решении стать художником, сходив на проходившую в Кёльне экспозицию художников парижской школы (Гогена, Ван Гога, Сезанна и Пикассо). С тех пор лекции по философии служили лишь ширмой для получения финансовой помощи от родителей.
В 1912 году он отправил несколько работ на небольшие выставки в Бонне и Кёльне и написал несколько статей в журнал «Der Volksmund», в которых защищал идеалы «Молодого Рейнланда». В них он насмехался над художественными критиками, оперировавшими понятиями «мастерство» и «вкус» для оценки искусства. Летом следующего года его работы были представлены на выставке Рейнских экспрессионистов в Бонне, а в сентябре — на первом Немецком осеннем салоне в Берлине.
В 1913 году Август Макке познакомил его с Робером Делоне и Аполлинером. Тогда же он совершил поездку в Париж. В 1914 в Кёльне Эрнст повстречался с Хансом Арпом, завязалась долгая дружба. В Первую мировую войну Макс Эрнст служил в германской армии. В 1915 году получил повышение до бригадира[уточнить]. Отдачей пушки ему ранило голову и правую руку, и симпатизировавший ему лейтенант перевёл его к картографам, где Эрнст имел возможность рисовать. В январе следующего года в берлинской галерее «Штурм» состоялась выставка двух художников: Макса Эрнста и Георга Мухе. Весной 1918 года он был произведён в лейтенанты, а в октябре, незадолго до окончания войны, он женился на историке искусств Луизе Штраус, с которой познакомился в 1914 году. Через два года у них родился сын, позже известный в США под именем Джимми Эрнст, художник-сюрреалист. Брак, впрочем, вскоре распался.

### Дада в Кёльне
После демобилизации Эрнст вернулся в Кёльн. В 1919 году художник познакомился с Иоганном Бааргельдом, и — в Мюнхене — с Паулем Клее. В то же время Макс Эрнст увидел в итальянском журнале «Валори пластичи» (Valori Plastici) репродукции метафизических картин Джорджо де Кирико, под впечатлением он выпустил альбом из восьми литографий «Fiat modes — pereat ars». Он также проиллюстрировал сборник поэм Иоганна Кулеманна. Когда ему попались на глаза журналы «391» Франсиса Пикабиа и «Дада» Тристана Тцара, он заинтересовался этим новым течением, родившимся в Цюрихе в 1916 году. Ханс Арп писал ему из Цюриха о скандалах, которые возникали после выступлений дадаистов. Прочитав «Манифест дада» Тцары, Эрнст почувствовал, что дух этого движения ближе его темпераменту, чем дух поэм «Молодого Рейнланда», и что он готов стать активным участником группы дадаистов.
Он начал экспериментировать с различными материалами, техникой коллажа. Для Эрнста коллаж был одним из способов реакции на мировую ситуацию в 1919 году: «Я пытался увидеть в нём [коллаже] разработку случайной встречи двух отдалённых реальностей на неподходящем плане (это если обобщить и перефразировать известную фразу Лотреамона: „Прекрасен как случайная встреча на анатомическом столе зонтика и швейной машинки“ […]»). Эрнст, как и его коллеги по цеху, давал своим работам замысловатые названия — от описаний до абсурдных стихов на немецком и французском. Традицией стало также брать себе новое тематическое имя: Дадамакс Эрнст, Минимакс Дадамакс и т. д.
В ноябре 1919 года Эрнст и Бааргельд устраивали дадаистскую выставку, на которой кроме работ организаторов и их друга Отто Фрейндлиха представлены работы художников-любителей и резидентов психиатрических лечебниц. Афиши и каталоги выставки были конфискованы оккупационными английскими властями. К творческому дуэту в начале следующего года присоединился приехавший в Кёльн Ханс Арп. В апреле 1920 года последовала выставка под названием «Ранняя весна дада» (нем. Dada-Vorfrühling), в пивной «Winter», которая вызвала агрессию у публики — разъярённые посетители требовали убрать нарушающие общественный порядок предметы. На следующей день после скандала художник получил телеграмму от отца, в которой тот отрекался от него. Это был окончательный разрыв с семьёй, Эрнст больше никогда не виделся с отцом.
Выставки вызвали ажиотаж, информация о них дошла до Парижа, Цюриха и Нью-Йорка, начался активный обмен письмами, текстами, работами. Вскоре художник получил письмо от Андре Бретона с предложением провести персональную выставку в Париже и, польщённый, ответил согласием. Выставка открылась в мае 1921, открытие сопровождалось большим представлением дадаистов, каталог вышел с предисловием Бретона. Сам Макс Эрнст не смог приехать, ему не давали французскую визу. Выставка имела большой резонанс, заметки о ней появились во многих журналах, её посетили различные представители парижской интеллигенции, но никакой личной выгоды художнику она не принесла.
Тёплый приём его творчества среди друзей-дадаистов подал Эрнсту идею, что его место среди них, в Париже. Лето 1921 года Эрнст с женой провели в Тарренце, где встретились с Тристаном Тцарой, Хансом Арпом и Софи Тойбер. Эрнсту даже удалось наконец лично увидеть Андре Бретона, бывшего в свадебном путешествии с Симоной. Однако из-за окончания визы супруги были вынуждены уехать в конце сентября и разминулись с Полем Элюаром и Галой. В сентябре под редакцией Тцара, Арпа и Эрнста вышел специальный номер журнала «Дада» под заголовком «Дада на открытом воздухе», направленный против нападок Франсиса Пикабиа.

### Встреча с Элюарами, переезд в Париж
В конце осени 1921 года чета Элюаров посетила художника в Кёльне. Встреча оказалась знаменательной. С Элюаром у Эрнста завязалась крепкая дружба, а Гала ему позировала. Элюар купил наиболее законченное полотно художника — «Слон Целебес» (Celebes) — и выбрал дюжину коллажей для иллюстрирования своего сборника «Повторения» (фр. Répétitions). Как только сборник был опубликован в марте 1922 года, поэт решил лично передать Эрнсту его экземпляр. Они встретились в Дюссельдорфе. В открытке, посланной откуда Тристану Тцара, Эрнст писал, что Элюар «его друг и половина», а Элюар — что он больше не единственный сын. Их духовное родство нашло продолжение в новом совместном проекте: сочинении поэм в прозе на основе коллажей Эрнста. Они отправляли друг другу письма с исправлениями, пока не приходили к варианту, который устраивал обоих. Результатом стала маленькая книжка «Несчастья бессмертных» (фр. Les malheurs des immortels), вышедшая небольшим тиражом в Тарренце, где Эрнст и Элюар с жёнами проводили лето. Художник большую часть времени оставался на вилле Элюаров, Гала стала его любовницей, завязался ménage à trois.
В конце лета Эрнст проводил жену с сыном в Кёльн и поехал в Париж. За неимением французской визы он воспользовался паспортом Поля Элюара. Эрнст не сразу расстался с женой, Луиза с сыном навещали его несколько раз. Полтора года художник жил у Элюаров в Сен-Брисе, затем в Обонне, по утрам приезжая на поезде на Монпарнас. В Париже у нелегального иммигранта из Германии настали тяжёлые времена, он перебивался случайными заработками.
В конце 1922 года, под впечатлением от долгожданного воссоединения с друзьями-дадаистами, он написал картину «Встреча друзей» (фр. Au rendez-vous des amis). В 1923 году выставлялся в Салоне Независимых. Его работы не привлекли внимание критиков, но получили тёплые отзывы от кубистов Жоржа Брака, Хуана Гриса и Луи Маркусси. В том же салоне была выставлена «Прекрасная садовница» (фр. La belle jardinière), купленная годом позже Выставочным центром Дюссельдорфа, откуда была убрана по требованию нацистских властей. В 1937 году художник увидел свою картину на фотографии выставки дегенеративного искусства, она вероятнее всего была уничтожена. По наводке Андре Бретона, коллекционер Жак Дусе приобрёл полотно «Внутренним взором» (фр. A l'intérieur de la vue). Несмотря на помощь друзей, ни успех, ни слава к художнику не приходили.
Дела у любовного треугольника ухудшались, и в марте 1924 года Поль Элюар внезапно уехал в Монако, а затем во Вьетнам. Чтобы собрать деньги на путешествие, Эрнст продал свои картины по скромным ценам галеристке Иоганне Эй. Гала распродавала коллекцию, собранную мужем. Сбор денег занял три месяца. Они встретились в Сингапуре, потом провели вместе пару недель в Сайгоне. В конце концов Гала осталась с Полем, они вернулись в Париж в сентябре. Эрнст ещё несколько месяцев путешествовал по Юго-Восточной Азии. По возвращении в Париж художник получил контракт у Жака Вио и в 1925 году снял студию «Les Fusains» на Монмартре (22, rue Tourlaque). Контракт, впрочем, закончился в июне с таинственным исчезновением Вио.

### Французский период
Каникулы художник провёл в Порнике, на Бретанском берегу. Там, при рассмотрении старого паркета, у него возникла идея техники фроттажа, переноса различных фактур, позволяющую фиксировать непроизвольные изображения и напоминающую «автоматическое письмо» сюрреалистов. В следующем году в издательстве Жанны Бюше он выпустил сборник рисунков «Естественная история» (фр. Histoire Naturelle) в этой технике, вступительное слово написал Ханс Арп. В 1926 году прошла первая большая экспозиция в Париже в галерее ван Лир. Вместо предисловия в каталоге были напечатаны стихи Поля Элюара, Бенжамена Пере и Робера Десноса.
В 1926 вместе с Миро оформил спектакль «Ромео и Джульетта» для труппы Сергея Дягилева. Работа с Русскими балетами спровоцировала негодование в кругу его единомышленников сюрреалистов, в особенности у Бретона, который устроил скандал на премьере балета. В очередном номере «Сюрреалистической революции» Бретон и Арагон опубликовали краткую статью с критикой в адрес Эрнста и Миро, которые «принижают идею сюрреализма». Впрочем, уже в следующем номере были представлены две работы Эрнста с апологетическим комментарием Поля Элюара.
Январь 1927 года художник провёл в Межеве, там он создал несколько работ в новой технике граттаж. Последовали выставки у ван Лир в Париже и в галерее Шварценберг в Брюсселе. В том же году Макс Эрнст женился на Марии-Берте Оранш, они сняли дом в Мёдоне. В 1929 году вышла графическая новелла «Женщина о 100 головах»: около ста пятидесяти рисунков с текстовым сопровождением художника и обращением к читателю от Андре Бретона. Одним из персонажей книги был Лоплоп, главный среди птиц, который неоднократно появлялся в работах Эрнста. В следующем году он выпустил второй роман-коллаж «Rêve d’une petite fille qui voulut entrer au carmel». В том же году художник снялся в фильме Бунюэля «Золотой век» (позднее Бунюэль снял его в фильме «Симеон-пустынник», 1965).
В 1931 году прошла первая персональная экспозиция Эрнста в Нью-Йорке, в галере Жюльена Леви, который приобрёл часть коллажей, выставленных в Париже в том же году в галерее Пьер. В 1934 вышел очередной роман-коллаж «Une semaine de bonté». Лето 1934 и 1935 Эрнст провел в Малое у семьи скульпторов Джакометти, обратился к скульптуре. В 1936 году участвовал в выставке «Фантастическое искусство, Дада, Сюрреализм» в Нью-Йоркском музее современного искусства и на большой выставке сюрреалистов в Лондоне. В том же году Оскар Домингес представил новый метод — декалькоманию («переводные картинки»), который Эрнст стал использовать в живописи маслом.
В 1937 году в специальном номере журнала «Тетради искусства» (фр. Cahiers d'art) был опубликован текст Эрнста «Au-delà de la peinture», посвящённый его творчеству с 1918 по 1936 годы. Он также выполнил художественное оформление пьесы Альфреда Жарри «Убю закованный» (Ubu enchaîné) в постановке Сильвена Иткина. В том же году Эрнст гостил у Роланда Пенроуза в Лондоне, там он встретился с Леонорой Каррингтон, которую впечатлили картины художника, увиденные ею год назад на выставке сюрреалистов. Между ними вспыхнула страсть, и Леонора последовала за Эрнстом в Париж. Художник оставил свою жену и прожил вместе с Леонорой несколько лет. Он купил дом в Сен-Мартен-д’Ардеш и сделал там множество фресок и скульптур. В 1938 Пегги Гуггенхайм купила значительную часть работ Эрнста и выставила их в своем музее в Лондоне.

### В годы войны
В 1939 году, с началом Второй мировой войны, Эрнст был арестован как подданный страны-противника. Он провёл шесть недель в доме предварительного заключения в Ларжантьер, куда за ним последовала Леонора Каррингтон. Затем он был переведён в лагерь для интернированных в Ле Милль (Экс-ан-Прованс), устроенный в здании кирпичного завода. Там он делил комнату с художником Хансом Беллмером, тот написал портрет Макса Эрнста, лицо которого изобразил в виде кирпичной стены. В конце года был отпущен при помощи министра внутренних дел Альбера Сарро, которого привлёк Поль Элюар.
В мае следующего года художник был вновь отправлен в Ле Милль по доносу местного жителя, обвинявшего Эрнста в том, что художник подавал световые сигналы вражеской стороне. При приближении немецкой армии тех интернированных лагеря, кому грозила смертельная опасность в случае оккупации, посадили на поезд, идущий на юг, на нём оказался и Макс Эрнст. После многочисленных остановок и противоречивых указаний со стороны властей заключённых поместили в лагере Сен-Никола близ Нима. Эрнст дважды сбегал из лагеря, прежде чем в июле получил разрешение на освобождение благодаря браку с гражданкой Франции Марией-Бертой (факт развода с которой он скрыл с согласия последней).
Вернувшись домой в Сен-Мартен, он обнаружил проданный дом и отсутствие Леоноры, у которой после его ареста случился нервный срыв, и подруга увезла её в Испанию. В то время художник жил благодаря помощи друга Жоэ Буске, который покупал его картины. В тот период он начал писать вторую версию картины «Европа после дождя».
Его положение было непрочным, и Эрнст решил покинуть Европу. Его сын Джимми, живущий в Нью-Йорке, предложил ему эмигрировать в США. Директор Нью-Йоркского музея современного искусства Альфред Барр получил для Эрнста документы о предоставлению тому убежища в США. В декабре 1940 года художник прибыл в Марсель, где Вариан Фрай передал ему нужные бумаги. Там же он встретился с Андре Бретоном, ожидающим отъезда, и познакомился с американской галеристкой Пегги Гуггенхайм. Она приобрела у Эрнста дюжину работ и, увлекшись им, решила помочь с отъездом в Америку. Из Марселя Эрнст уехал в Мадрид. На границе возникли проблемы с документами, но восхищённые картинами таможенники пропустили художника. Последним пристанищем стал Лиссабон, где Эрнст провел несколько недель, ожидая места в самолете.

### В США
14 июля 1941 года Макс Эрнст прилетел в США и был задержан в аэропорту как гражданин Германии, но был отпущен спустя три дня не без помощи Пегги Гуггенхайм. В планах Пегги уже долгое время было открытие музея современного искусства, и она искала для него подходящее место. Вместе с дочерью, Максом Эрнстом и его сыном Джимми они совершили путешествие по Америке. В конце концов в декабре они вернулись в Нью-Йорк, и вскоре Макс и Пегги поженились.
В Нью-Йорке Эрнст встретил Андре Бретона и других представителей мира искусства, бежавших от войны в Америку — Андре Массона, Жака Липшица, Фернана Леже, Пита Мондриана и других. Он тесно общался с Марком Шагалом и Марселем Дюшаном, который жил у него первое время после приезда в Нью-Йорк.
Макс Эрнст оказал влияние на формирование абстрактного экспрессионизма в американской живописи. Пример его техники управляемого автоматизма вдохновил художников Роберта Мазервелла и Уильяма Базиотиса, его скульптуры дали толчок творчеству Дэвида Хейра. В то же период художник начал практиковать новую технику, которую назвал oscillation (колебание) и описывал так: «Привяжите пустую консервную банку на веревку метр или два длиной, продырявьте дно, наполните её краской пожиже и раскачивайте её […] над лежащим холстом». Первой такой картиной стала «Искусство абстрактное, искусство конкретное», позже превращённая в «Голову человека, заинтригованного полётом неевклидовской мухи». Эта картина позже привлекла внимание Джексона Поллока, который спросил у Эрнста, как тот её создал. Поллок заинтересовался этой техникой, которую модифицировал и сам окрестил термином drip painting (капание, разбрызгивание, льющаяся техника).
В марте 1942 года состоялась выставка тридцати последних картин Эрнста в «Valentine Gallery», не имевшая, впрочем, большого успеха, продать удалось всего одну картину. В апреле того же года вышел посвящённый художнику номер журнала «View». В июне вышел первый номер сюрреалистского журнала «VVV», издаваемого Дэвидом Хейром, с обложкой, изображающей рисунки насекомых и геометрические фигуры Макса Эрнста. Художник вместе с Андре Бретоном числились советниками по изданию журнала. В октябре открылась выставка «First Papers of Surrealism». Её каталог был выполнен в виде списка современных мифов, среди которых «межпланетная коммуникация» была представлена как прерогатива Макса Эрнста. В том же месяце открылась галерея Пегги Гуггенхайм «Искусство этого века» на 57ой улице. Эрнст нарисовал обложку к каталогу.
В конце 1942 года, отбирая картины для выставки женщин-художников в галерее Пегги, Эрнст обратил внимание на одну из них — «День рождения» Доротеи Таннинг. С художницей его познакомил Жюльен Леви, нескольких встреч ему хватило, чтобы влюбиться. Летом 1943 года они провели несколько месяцев на ранчо в Седоне (Аризона), где можно было недорого остановиться и откуда открывались прекрасные пейзажи. Пока Доротея ездила разводиться с мужем, Эрнст написал «Vox Angelica» — большую картину, разделённую на множество отсеков, представлявших разные сюжеты. Это было своего рода подведение итогов его техник и тем. Если считать все ячейки на картине (даже пустые и служащие разделителями), то получится 52, именно столько лет было художнику в 1943 году. В том же году по приезде в Нью-Йорк он официально расторг брак с Пегги Гуггенхайм.
В 1944 году немецкий художник и кинематографист Ханс Рихтер, с которым Эрнст встречался в 1920 году в Кёльне, предложил ему участвовать в создании фильма «Сны, которые можно купить за деньги». В проекте также участвовали Марсель Дюшан, Ман Рэй, Фернан Леже и Александр Колдер. Фильм состоял из шести частей, по одной на каждого. Эпизод, созданный Эрнстом, Желание — это эротический сон с идеей, схожей с «Une semaine de bonté». Он написал для него диалоги и сыграл роль президента.
Лето 1944 года пара провела в Грэйт Ривер (Лонг-Айленд). Эрнст превратил гараж в ателье и создавал скульптуры из дерева акажу и гипса. Он также продолжал работать в технике декалькомании, создав картины «Рейнская ночь» и «Глаз тишины». Вскоре художник вновь стал экспериментировать со стилем, начался период «натуральных форм». Отойдя от строгих, безэмоциональных конструкций, от чистой абстракции, он обратился к гибким формам, навеянным природой.
В 1946 году Макс Эрнст и Доротея Таннинг совершили поездку в Голливуд, где хотели пожениться. Свидетелями они попросили быть Мана Рэя и его подругу Жюльет Браунер. Те также решили сочетаться браком, и в итоге была сыграна двойная свадьба.
В том же году Эрнст принял участие в конкурсе, организованном кинофирмой Лёв-Левин. Одиннадцать художников, среди которых были Сальвадор Дали и Поль Дельво, пригласили написать картину об искушении Святого Антония, которая должна была появиться в фильме Альберта Левина «Личные дела милого друга». Жюри выбрало картину Макса Эрнста, художник получил денежный приз в размере 2500 долларов. На вырученные деньги был куплен участок земли близ Седоны с видом на горы Гранд-Каньона и начато строительство мастерских и дома, которое затянулось надолго ввиду отсутствия средств. Место было очень уединённым, в отдалении от небольшого городка. Художник сам строил дом, помогал ему молодой почитатель его творчества. Из пустых бутылок, пружин и цемента Макс Эрнст сделал 2,4-метровую скульптуру «Козерог», представляющую собой сидящего человека-быка, а рядом с ним скульптуру женщины с рыбьим хвостом и журавлиной шеей. Владение стало известно как Холм Козерога.
Супруги путешествовали по Аризоне, интересовались культурой и обрядами местных индейских племён, посещали представления танцоров качина. Макс Эрнст покупал у них различные предметы и маски. Изредка их навещали друзья. Гостивший у четы художников в 1946 и 1947 годах Патрик Уолдберг в статье в «Макс Эрнст в Аризоне» так описывал их жизнь: «Мы спали на складных брезентовых кроватях, ходили за водой […] за тридцать метров, использовали нефть для освещения, а когда было прохладно, согревались бурбоном — мы не переставали петь и смеяться.»
Хорошие новости приходили в Седону из Европы: возвратившийся в Париж Андре Бретон организовывал в 1947 году выставку сюрреалистов. Для её проведения галерея была превращена в святилище для инициации по примеру Элевсинских мистерий. Макс Эрнст активно участвовал в подготовке выставки на расстоянии. Он создал картину «Чёрное озеро (источник, питающий тревогу)», сделал цветную литографию для каталога и отправил несколько уже написанных картин.
В 1948 опубликовал большое эссе «По ту сторону живописи».

### Последние годы в Европе
В 1950 вернулся во Францию. В 1952 был принят в шутовской «Коллеж патафизики». Обосновался в Париже, участвовал в венецианской Биеннале 1954 года. В 1963 переселился на юго-восток Франции, в провансальский городок Сейян (деп. Вар). В 1975 большая ретроспективная выставка Эрнста была развернута в Музее Соломона Гуггенхайма в Нью-Йорке и в Национальной галерее Гран-Пале в Париже.
Похоронен на парижском кладбище Пер-Лашез.

## Музеи и выставки
В 2005 году музей Эрнста был открыт в его родном городе Брюле.

## Избранные работы
| - Trophy, Hypertrophied (1919) - Farewell My Beautiful Land of Marie Laurencin. Help! Help! (1919) - Aquis Submersus (1919) - Fruit of a Long Experience (1919) - Two Ambiguous Figures (1919) - Little Machine Constructed by Minimax Dadamax in Person (1919—1920) - The Hat Makes the Man (1920) - Murdering Airplane (1920) - Here Everything is Still Floating (1920) - Dada Gauguin (1920) - The Small Fistule that Says Tic Tac (1920) - The Gramineous Bicycle Garnished with Bells the Dappled Fire Damps and the Echinoderms Bending the Spine to Look for Caresses (1920—1921) - The Elephant Celebes (1921) - Birds, Fish-Snake and Scarecrow (1921) - Seascape (1921) - Approaching Puberty or the Pleiads (1921) - Young Chimera (1921) - Beim Rendezvous der Freunde (1922) - Œdipus Rex (1922) - Castor and Pollution (1923) - Heilige Cäcilie — Das unsichtbare Klavier (1923) - Men Shall Know Nothing of This (1923) - Histoire Naturelle (1923) - The Equivocal Woman (1923) - Pieta or Revolution by Night (1923) - Ubu Imperator (1923) - Woman, Old Man and Flower (1923—1924) - Two Children are Threatened by a Nightingale (1924) - Dadaville (1924) - Mer et Soleil — Lignes de Navigation (1925) - Histoire Naturelle (1925) - Paris Dream (1925) - The Couple in Lace (1925) - Eve, the Only One Left to Us (1925) - The Numerous Family (1926) - The Kiss (1927) - Der grosse Wald (1927) - Gulf Stream (1927) - Forêt (1927) - Forêt et soleil (1927) - The Wood (1927) - Fishbone Forest (1927) - Tree of Life (1928) - The Sea (1928) - Die Erwählte des Bösen (1928) | - La Femme 100 tetes (1929) - Et les Papillions se Mettent a Chanter (1929) - Snow Flowers (1929) - Loplop Introduces Loplop (1930) - Human Form (1931) - Zoomorphic Couple (1933) - The Entire City (1934) - Une Semaine de Bonté (1934) - The Whole City (1935) - Landscape with Wheatgerm (1936) - The Nymph Echo (1936) - L’Ange du Foyer ou Le Triomphe du Surréalisme (1937) - The Angel of Hearth and Home (1937) - La Toilette de la mariée (1940) - Spanish Physician (1940) - Europe After the Rain (1940—1942) - Day and Night (1941—1942) - Surrealism and Painting (1942) - Window (1943) - Painting for Young People (143) - The Eye of Silence (1943—1944) - The King Playing with the Queen (1944) - Moonmad (1944) - The Table is Set (1944) - Napoleon in the Wilderness (1941) - Vox Angelica (1945) - Die Versuchung des Heiligen Antonius (1946) - Phases of the Night (1946) - Dangerous Correspondence (1947) - Design in Nature (1947) - Capricorn (1948) - Parisian Woman (1950) - Götterbote (1950) - The Weatherman (1951) - L’oiseau Rose (1956) - Petite Feerie Nocturne (1958) - Apres Moi le Sommeil (1958) - Paysage Arizona (1960) - Ursachen der Sonne (1960) - The Garden of France (1962) - Grand Ignorant (1965) - Corps Enseignant Pour une École de Tueurs (1967) - Nordlicht am Nordrhein (1968) - Ein Mond ist guter Dinge (1970) |